# Ausbau Wilsickow
Ausbau Wilsickow ist ein Wohnplatz im Ortsteil Wilsickow der amtsfreien Gemeinde Uckerland im Landkreis Uckermark in Brandenburg.

## Geographie
Der Ort liegt zwei Kilometer nördlich von Wilsickow und acht Kilometer östlich von Strasburg (Uckermark). Die Nachbarorte sind Blumenhagen im Norden, Neu-Stolzenburg und Stolzenburg im Nordosten, Ausbau und Starkshof im Südosten, Hohen Tutow im Süden, Jahnkeshof im Südwesten, Neuhof im Westen sowie Groß Luckow im Nordwesten.